# Olympische Sommerspiele 2016/Teilnehmer (Tonga)
| Gelbes Symbol für Goldmedaillen mit stilisierten Olympischen Ringen | Graues Symbol für Silbermedaillen mit stilisierten Olympischen Ringen | Braundes Symbol für Bronzemedaillen mit stilisierten Olympischen Ringen |
| ------------------------------------------------------------------- | --------------------------------------------------------------------- | ----------------------------------------------------------------------- |
| —                                                                   | —                                                                     | —                                                                       |

Tonga nahm an den Olympischen Spielen 2016 in Rio de Janeiro teil. Es war die insgesamt neunte Teilnahme an Olympischen Sommerspielen. Das Tonga Sports Association and National Olympic Committee nominierte sieben Athleten in vier Sportarten.
Fahnenträger bei der Eröffnungsfeier war der Taekwondoin Pita Taufatofua.

## Teilnehmer nach Sportarten

### Bogenschießen
| Athleten         | Wettbewerb | Qualifikation | Qualifikation | 1. Runde          | 1. Runde      | 2. Runde      | 2. Runde      | Achtelfinale  | Achtelfinale  | Viertelfinale | Viertelfinale | Halbfinale    | Halbfinale    | Finale        | Finale        | Rang |
| Athleten         | Wettbewerb | Ringe         | Rang          | Gegner            | Ergebnis      | Gegner        | Ergebnis      | Gegner        | Ergebnis      | Gegner        | Ergebnis      | Gegner        | Ergebnis      | Gegner        | Ergebnis      | Rang |
| ---------------- | ---------- | ------------- | ------------- | ----------------- | ------------- | ------------- | ------------- | ------------- | ------------- | ------------- | ------------- | ------------- | ------------- | ------------- | ------------- | ---- |
| Frauen           |            |               |               |                   |               |               |               |               |               |               |               |               |               |               |               |      |
| Lusitania Tatafu | Einzel     | 559           | 63            | Chang Hye-jin     | 0–6 (61:82)   | ausgeschieden | ausgeschieden | ausgeschieden | ausgeschieden | ausgeschieden | ausgeschieden | ausgeschieden | ausgeschieden | ausgeschieden | ausgeschieden | 33   |
| Männer           |            |               |               |                   |               |               |               |               |               |               |               |               |               |               |               |      |
| Hans Arne Jensen | Einzel     | 604           | 61            | Sjef van den Berg | 3–7 (129:133) | ausgeschieden | ausgeschieden | ausgeschieden | ausgeschieden | ausgeschieden | ausgeschieden | ausgeschieden | ausgeschieden | ausgeschieden | ausgeschieden | 33   |

### Leichtathletik
Laufen und Gehen 
| Athleten        | Wettbewerb | Vorlauf | Vorlauf | Runde 1          | Runde 1          | Halbfinale    | Halbfinale    | Finale        | Finale        | Rang |
| Athleten        | Wettbewerb | Zeit    | Rang    | Zeit             | Rang             | Zeit          | Rang          | Zeit          | Rang          | Rang |
| --------------- | ---------- | ------- | ------- | ---------------- | ---------------- | ------------- | ------------- | ------------- | ------------- | ---- |
| Frauen          |            |         |         |                  |                  |               |               |               |               |      |
| Taina Halasima  | 100 m      | 12,80 s | 15      | ausgeschieden    | ausgeschieden    | ausgeschieden | ausgeschieden | ausgeschieden | ausgeschieden | 71   |
| Männer          |            |         |         |                  |                  |               |               |               |               |      |
| Siueni Filimone | 100 m      | 10,76 s | 4       | nicht angetreten | nicht angetreten | ausgeschieden | ausgeschieden | ausgeschieden | ausgeschieden | 70   |

### Schwimmen
| Athleten       | Wettbewerb    | Vorlauf     | Vorlauf | Halbfinale    | Halbfinale    | Finale        | Finale        | Rang |
| Athleten       | Wettbewerb    | Zeit        | Rang    | Zeit          | Rang          | Zeit          | Rang          | Rang |
| -------------- | ------------- | ----------- | ------- | ------------- | ------------- | ------------- | ------------- | ---- |
| Frauen         |               |             |         |               |               |               |               |      |
| Irene Prescott | 50 m Freistil | 28,68 s     | 61      | ausgeschieden | ausgeschieden | ausgeschieden | ausgeschieden | 61   |
| Männer         |               |             |         |               |               |               |               |      |
| Amini Fonua    | 100 m Brust   | 1:06,40 min | 5       | ausgeschieden | ausgeschieden | ausgeschieden | ausgeschieden | 45   |

### Taekwondo
| Athleten        | Wettbewerb        | Achtelfinale   | Achtelfinale | Viertelfinale | Viertelfinale | Hoffnungsrunde Halbfinale | Hoffnungsrunde Halbfinale | Halbfinale    | Halbfinale    | Hoffnungsrunde Finale | Hoffnungsrunde Finale | Finale        | Finale        | Rang          |
| Athleten        | Wettbewerb        | Gegner         | Ergebnis     | Gegner        | Ergebnis      | Gegner                    | Ergebnis                  | Gegner        | Ergebnis      | Gegner                | Ergebnis              | Gegner        | Ergebnis      | Rang          |
| --------------- | ----------------- | -------------- | ------------ | ------------- | ------------- | ------------------------- | ------------------------- | ------------- | ------------- | --------------------- | --------------------- | ------------- | ------------- | ------------- |
| Männer          |                   |                |              |               |               |                           |                           |               |               |                       |                       |               |               |               |
| Pita Taufatofua | Klasse über 80 kg | Sajjad Mardani | 1:16         | ausgeschieden | ausgeschieden | ausgeschieden             | ausgeschieden             | ausgeschieden | ausgeschieden | ausgeschieden         | ausgeschieden         | ausgeschieden | ausgeschieden | ausgeschieden |